# 포르투갈 식민지의 문장

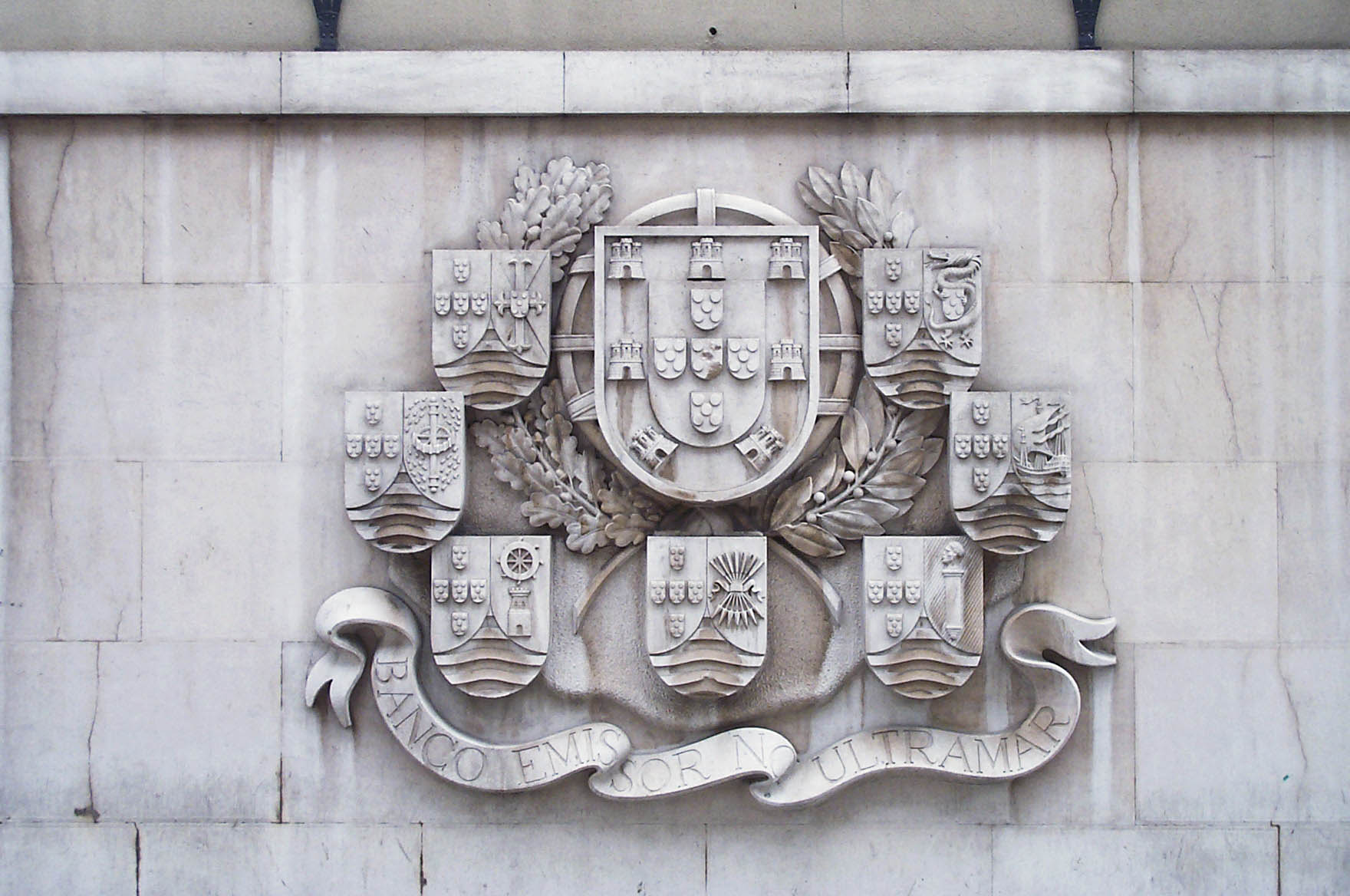
포르투갈 대서양은행 본부에 새겨진 포르투갈과 식민지 문장

포르투갈 제국의 식민지 문장은 1935년부터 통일된 양식으로 제정되었다. 흰색 방패를 셋으로 갈라 좌측엔 청색 5성·방패 5개, 하단에는 5가지의 초록색 물결, 우측엔 각 식민지의 상징이 들어갔다.
포르투갈령 마카오와 포르투갈령 앙골라의 두 식민지의 경우 그 전에도 똑같은 양식의 비공식 문장을 사용한 적이 있었다. 식민지 문장은 각 식민지가 독립하던 해까지 사용되었으며, 1999년 마카오 반환, 2002년 동티모르 독립과 함께 자취를 감췄다.

## 목록

### 통일 문장
다음은 1935년부터 제정된 표준 통일 문장이다.

포르투갈령 앙골라 (1935년~1975년)
포르투갈령 카보베르데 (1935년~1975년)
포르투갈령 기니 (1935년~1974년)
포르투갈령 인도 (1935년~1961년)
포르투갈령 마카오 (1935년~1999년)
포르투갈령 모잠비크 (1935년~1975년)
포르투갈령 상투메 프린시페 (1935년~1975년)
포르투갈령 티모르 (1935년~1975년/2002년)

### 옛 문장

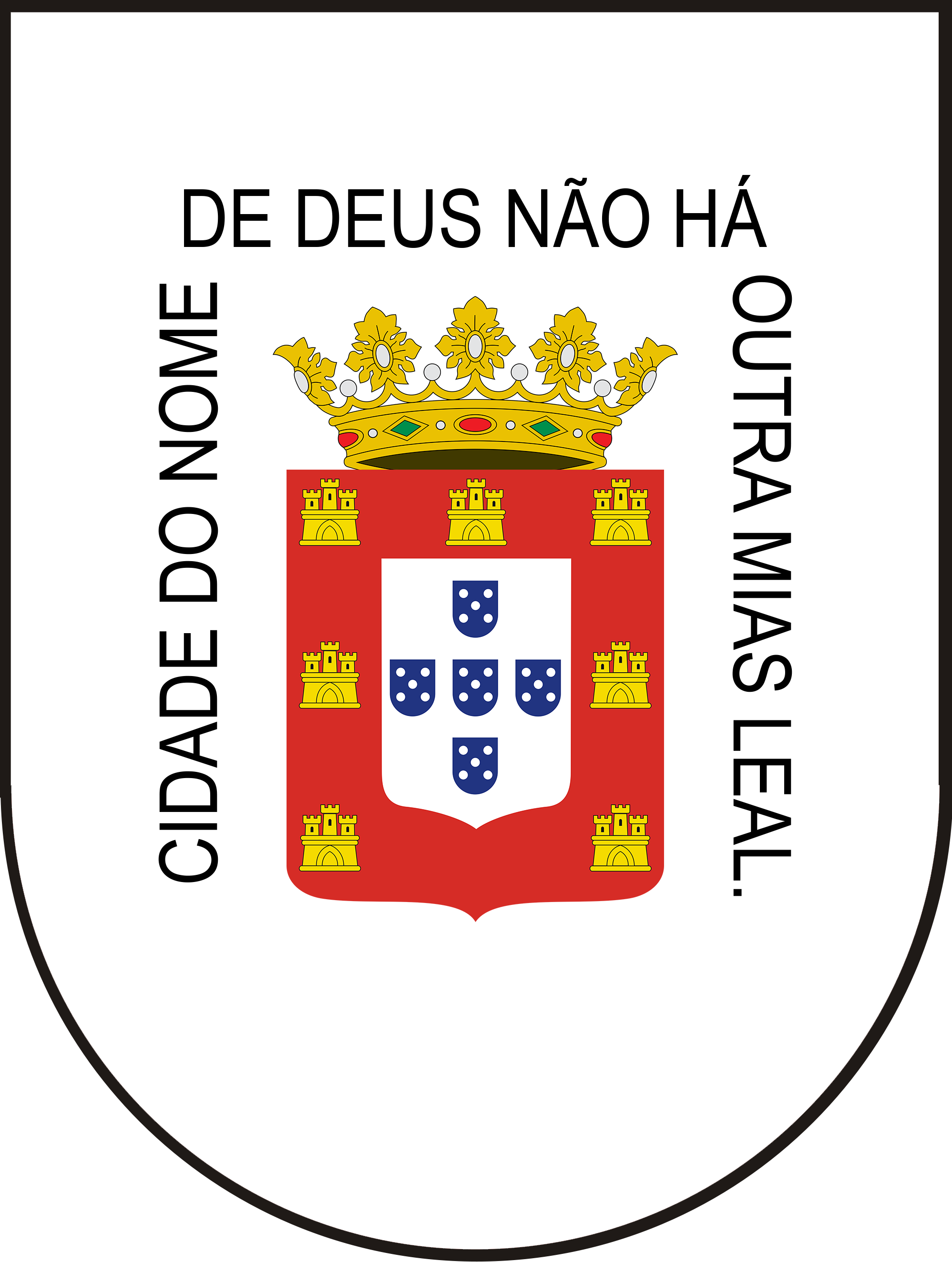
포르투갈령 마카오 (18세기~19세기 말)
포르투갈령 마카오 (19세기 말~1935년)
포르투갈령 모잠비크 (1930년대 임시 문장)

## 같이 보기
- 포르투갈의 국장